# Vương quốc Mysore
Vương quốc Mysore là vương quốc nằm ở phía nam Ấn Độ, theo truyền thống cho rằng vương quốc đã được thành lập năm 1399 ở khu vực quanh thành phố Mysore sau này. Vương quốc, được cai trị bởi gia tộc Wodeyar, ban đầu là quốc gia chư hầu của Đế quốc Vijayanagara. Với sự suy yếu của Đế quốc Vijayanagara (năm 1565), vương quốc tuyên bố độc lập. Vào thế kỷ 17 chứng kiến sự mở rộng lãnh thổ liên tục và dưới thời cai trị của Narasaraja Wodeyar I và Chikka Devaraja Wodeyar, vương quốc đã sáp nhập những vùng đất rộng lớn hiện nay là miền nam Karnataka và một phần của Tamil Nadu để trở thành một quốc gia hùng mạnh ở miền nam Deccan.
Vương quốc đã tăng trưởng bền vững thu nhập, dân số, bình quân đầu người, do sự thay đổi cấu trúc trong nền kinh tế và tăng tốc độ đổi mới kỹ thuật, dẫn tới sức mạnh kinh tế và quân sự đạt đến đỉnh cao trong nửa sau của thế kỷ 18 dưới thời cai trị của Haider Ali và con là Tipu Sultan. Trong thời gian này, vương quốc đã xảy ra xung đột với Đế quốc Maratha, Nizam của Hyderabad, Vương quốc Travancore và Đế quốc Anh, đỉnh điểm là bốn cuộc chiến trong Chiến tranh Anglo-Mysore. Mysore thắng lợi trong cuộc chiến thứ nhất của Chiến tranh Anglo-Mysore và bế tắc trong cuộc chiến thứ hai dẫn tới thất bại trong cuộc chiến thứ ba và thứ tư. Sau khi vua Tipu tử trận trong cuộc chiến thứ tư năm 1799, phần lớn vương quốc đã bị sát nhập vào Anh, báo hiệu sự kết thúc của một thời kỳ bá quyền của người Mysore ở miền nam Deccan. Anh cho gia tộc Wodeyars trở lại ngai vàng bằng cách thiết lập liên minh phụ trợ và Mysore bị thu nhỏ đã trở thành một thân vương quốc. Wodeyars tiếp tục cai trị cho đến năm 1947 khi Ấn Độ giành độc lập, theo đó Mysore đồng ý gia nhập Liên hiệp Ấn Độ.
Ngay cả khi là một tiểu bang, Mysore được tính vào các khu vực phát triển và đô thị hóa cao của Ấn Độ. Trong giai đoạn 1799-1947, cũng chứng kiến Mysore nổi lên như một trong những trung tâm nghệ thuật và văn hóa quan trọng ở Ấn Độ. Các vị vua Mysore không chỉ là những người có tài năng mỹ thuật và thư pháp, họ còn là những người ủng hộ nhiệt tình, và di sản của họ tiếp tục ảnh hưởng đến âm nhạc và nghệ thuật cho đến ngày nay.

## Lịch sử

### Lịch sử ban đầu

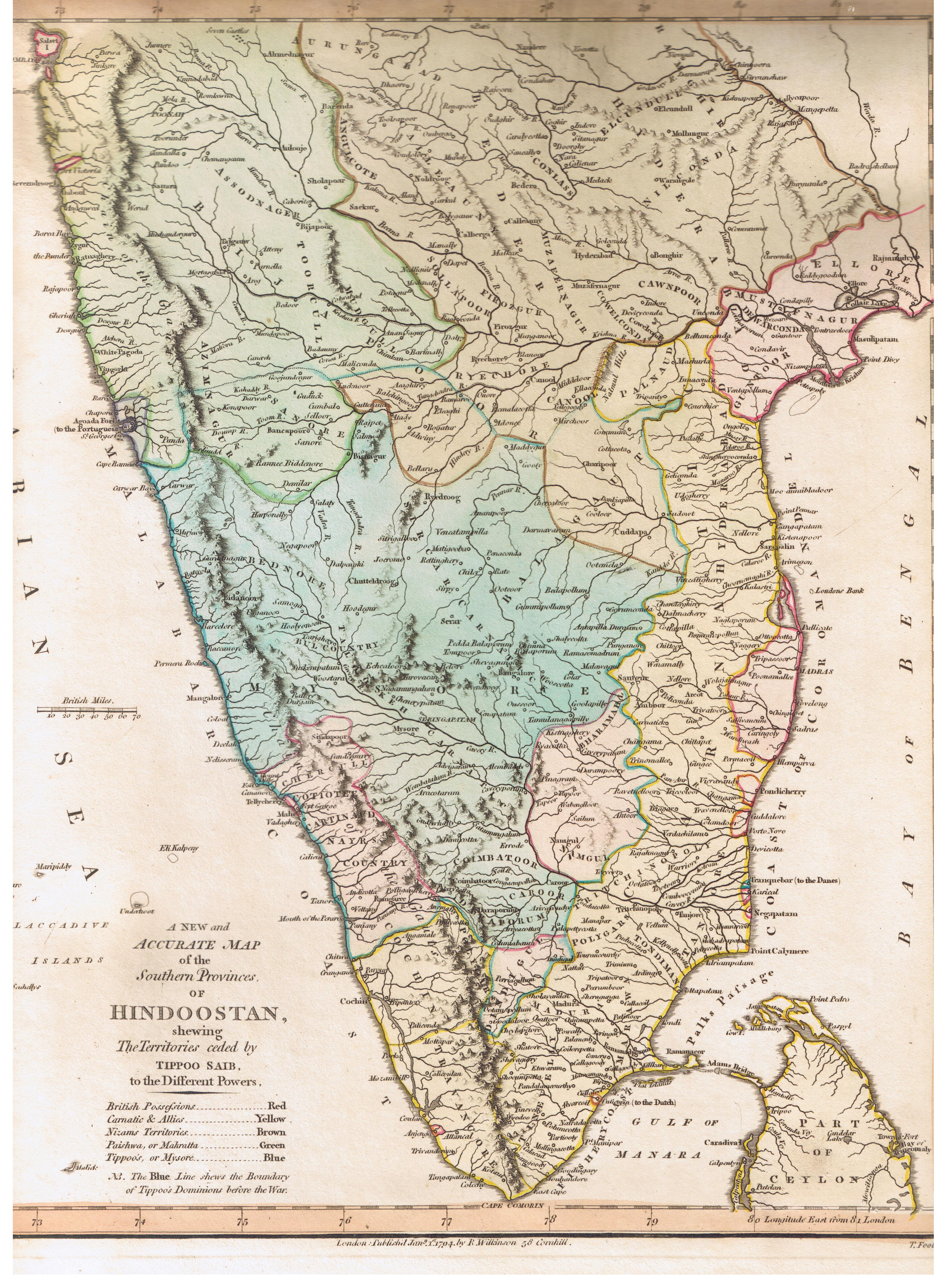
Vương quốc Mysore (1794)

Tư liệu lịch sử về vương quốc bao gồm nhiều bản khắc bằng đồng và thạch bản còn sót lại, các ghi chép từ cung điện Mysore và các nguồn văn học đương đại ở Kannada, bằng tiếng Ba Tư và các ngôn ngữ khác. Theo các tài liệu cổ, vương quốc bắt nguồn từ một tiểu bang nhỏ có đô thành tại thành phố hiện đại Mysore và được thành lập bởi hai anh em, Yaduraya (còn được gọi là Vijaya) và Krishnaraya. Nguồn gốc của vương quốc lâm vào thế bí trong tài liệu cổ và vẫn còn là một vấn đề tranh cãi; trong khi một số nhà sử học đặt ra một nguồn gốc phía bắc tại Dwarka, những người khác đưa ra quan điểm ở Karnataka. Yaduraya được cho là đã kết hôn với Chikkadevarasi, công chúa địa phương và đảm nhận danh hiệu phong kiến "Wodeyar" ("Lãnh chúa"), mà các triều đại sau vẫn tiếp tục sử dụng. Sự đề cập cụ thể đầu tiên của gia tộc Wodeyar là vào văn học Kannada (ಕನ್ನಡ ಸಾಹಿತ್ಯ) thế kỷ 16 từ thời vua Vijayanagara Achyuta Deva Raya (1529-1542); bản khắc sớm nhất có thể tìm được, do chính Wodeyars ban hành, có niên đại dưới sự cai trị của tiểu vương Timmaraja II năm 1551.

### Tự trị
Các vị vua sau cai trị là chư hầu của đế quốc Vijayanagara cho đến khi đế quốc suy yếu sau năm 1565. Đến thời điểm này, vương quốc đã mở rộng đến ba mươi ba ngôi làng được bảo vệ bởi một lực lượng gồm 300 binh sĩ. Vua Timmaraja II đã chinh phục một số tiểu quốc xung quanh, và vua Chamaraja IV Bola ("hói"), đã cống nạp cho quốc vương danh nghĩa Vijayanagara. Sau khi Aravidu Aliya Rama Raya qua đời, Wodeyars bắt đầu độc lập hơn trước và vua Raja Wodeyar I đã giành quyền kiểm soát Srirangapatna từ tỉnh trưởng của Vijayanagara (Mahamandaleshvara) Aravidu Tirumalla – một sự phát triển gây chú ý, và đã được vua Venkatapati Raya, vua đế quốc Vijayanagar, ngầm chấp thuận. Raja Wodeyar I cũng chứng kiến sự bành trướng lãnh thổ với sự sáp nhập Channapatna về phía bắc từ Jaggadeva Raya – một sự phát triển khiến Mysore trở thành yếu tố chính trong khu vực.
Do đó, vào năm 1612-1613, Wodeyars đã thực hiện rất nhiều quyền tự chủ và mặc dù vẫn thừa nhận sự cai trị trên danh nghĩa của triều Aravidu, nhưng lệ cống nạp và chuyển lợi tức cho Chandragiri đã chấm dứt. Điều này trái ngược hoàn toàn với các tiểu quốc lớn khác Nayaks của Tamil, vẫn tiếp tục chuyển lợi tức và cống nạp cho các hoàng đế Chandragiri cho tới những năm 1630. Chamaraja VI và Kanthirava Narasaraja I đã cố gắng mở rộng về phía bắc nhưng đã bị ngăn chặn bởi Bijapur Sultanate và chư hầu của Maratha, mặc dù các đội quân Bijapur dưới thời Ranadullah Khan đã bị đẩy lùi một cách hiệu quả trong cuộc bao vây năm 1638 của Srirangapatna. Tham vọng bành trướng vẫn tiếp tục quay trở lại phía nam tấn công vào Tamil nơi Narasaraja Wodeyar giành được Sathyamangalam (nay là miền Bắc huyện Coimbatore) trong khi người kế nhiệm Dodda Devaraja Wodeyar mở rộng hơn nữa để chiếm phía tây Tamil là Erode và Dharmapuri, đánh bại thành công cuộc tấn công của triều Madurai Nayak. Cuộc xâm lược của Keladi Nayakas ở Malnad cũng được xử lý thành công. Thời kỳ này cũng theo sau bởi những thay đổi địa chính trị phức tạp, khi vào thập niên 1670, Marathas và Mughals gây áp lực vào Deccan.
Chikka Devaraja (1672–1704), vị vua Mysore nổi bật của thời kỳ này, ông đã xoay xở để không chỉ tồn tại qua các tình trạng khẩn cấp mà còn mở rộng thêm lãnh thổ. Ông đã đạt được điều này bằng cách củng cố các liên minh chiến lược với Marathas và Mughals. Vương quốc nhanh chóng phát triển bao gồm Salem và Bangalore ở phía đông, Hassan ở phía tây, Chikkamagaluru và Tumkur ở phía bắc và phần còn lại của Coimbatore ở phía nam. Mặc dù mở rộng, vương quốc, hiện chiếm một phần đất đai ở vùng trung tâm phía nam Ấn Độ, kéo dài từ Ghat Tây đến ranh giới phía tây của đồng bằng bờ biển Coromandel, vẫn nằm trong đất liền mà không có lối đi trực tiếp ven biển. Những nỗ lực mở rộng của vua Chikka Devaraja đã khiến Mysore xung đột với Nayaka của Ikkeri và các vị vua (Rajas) của Kodagu (nay là Coorg); người kiểm soát bờ biển Kanara (nay là khu vực ven biển của Karnataka) và khu vực đồi xen kẽ tương ứng. The conflict brought mixed results with Mysore annexing Periyapatna but suffering a reversal at Palupare.
Tuy nhiên, từ khoảng năm 1704, khi vương quốc chuyển sang "Muteking" (Mukarasu) Kanthirava Narasaraja II, sự tồn tại và bành trướng của vương quốc đã đạt được bằng áp dụng chiến thuật liên minh, đàm phán, cơ hội và sáp nhập lãnh thổ theo tất cả các hướng. Theo các nhà sử học Sanjay Subrahmanyam và Sethu Madhava Rao, Mysore chính thức là một chư hầu của đế chế Mughal. Tài liệu Mughul tuyên bố Mysore cống nạp thường xuyên (peshkash). Tuy nhiên, nhà sử học Suryanath U. Kamath cho rằng Mughals có thể coi Mysore là đồng minh, do tình trạng đối đầu giữa Mughal-Maratha tranh giành quyền lực tối cao ở miền nam Ấn Độ. Đến thập niên 1720, đế quốc Mughal suy tàn, các tình thế phức tạp nảy sinh với Mughal ở cả Arcot và Sira tuyên bố đòi cống nạp. Những năm sau đó Krishnaraja Wodeyar I thận trọng bước đi về vấn đề này trong khi giữ các thủ lĩnh Kodagu và Marathas ở lại. Người kế vị là Chamaraja Wodeyar VII khi ấy quyền lực triều đình rơi vào tay của tổng lý (Dalwai hoặc Dalavoy) Nanjarajiah (hoặc Nanjaraja) và Sarvadhikari (giám tướng) Devarajiah (hoặc Devaraja), anh em có ảnh hưởng từ trấn Kalale gần Nanjangud nắm quyền lực trong 30 năm và ngôi vua mang vai trò danh nghĩa. Sau sự cai trị của Krishnaraja II đã chứng kiến các Deccan Sultanates bị lu mờ trước Mughals và trong sự hỗn loạn sau đó, Haider Ali, sĩ quan quân đội, đã nổi lên. Haider Ali giành chiến thắng khỏi quân Marathas tại Bangalore năm 1758, dẫn đến việc sáp nhập lãnh thổ vào Mysore. Để vinh danh Haider Ali, quốc vương đã ban danh hiệu "Nawab Haider Ali Khan Bahadur".

### Dưới Haider Ali và Tipu Sultan

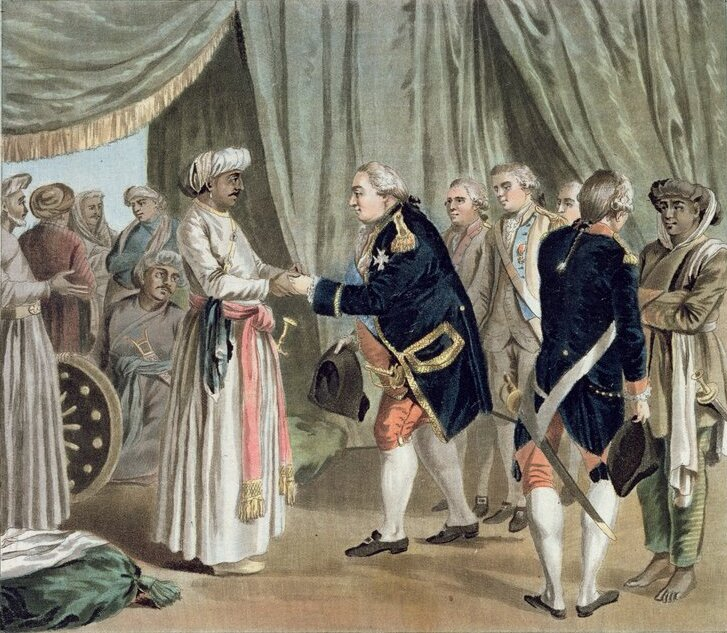
Đô đốc Suffren gặp đồng minh Hyder Ali năm 1783. J. B. Morret bản khắc, 1789

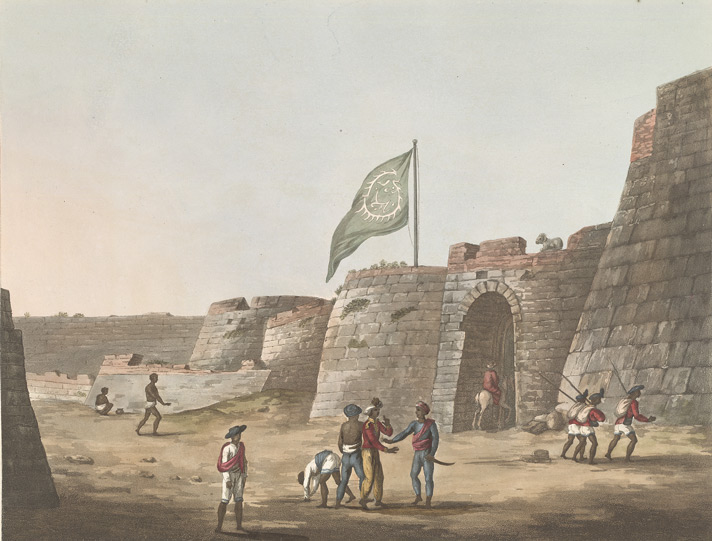
Quốc kỳ Sultanate của Mysore bay trên pháo đài Bangalore

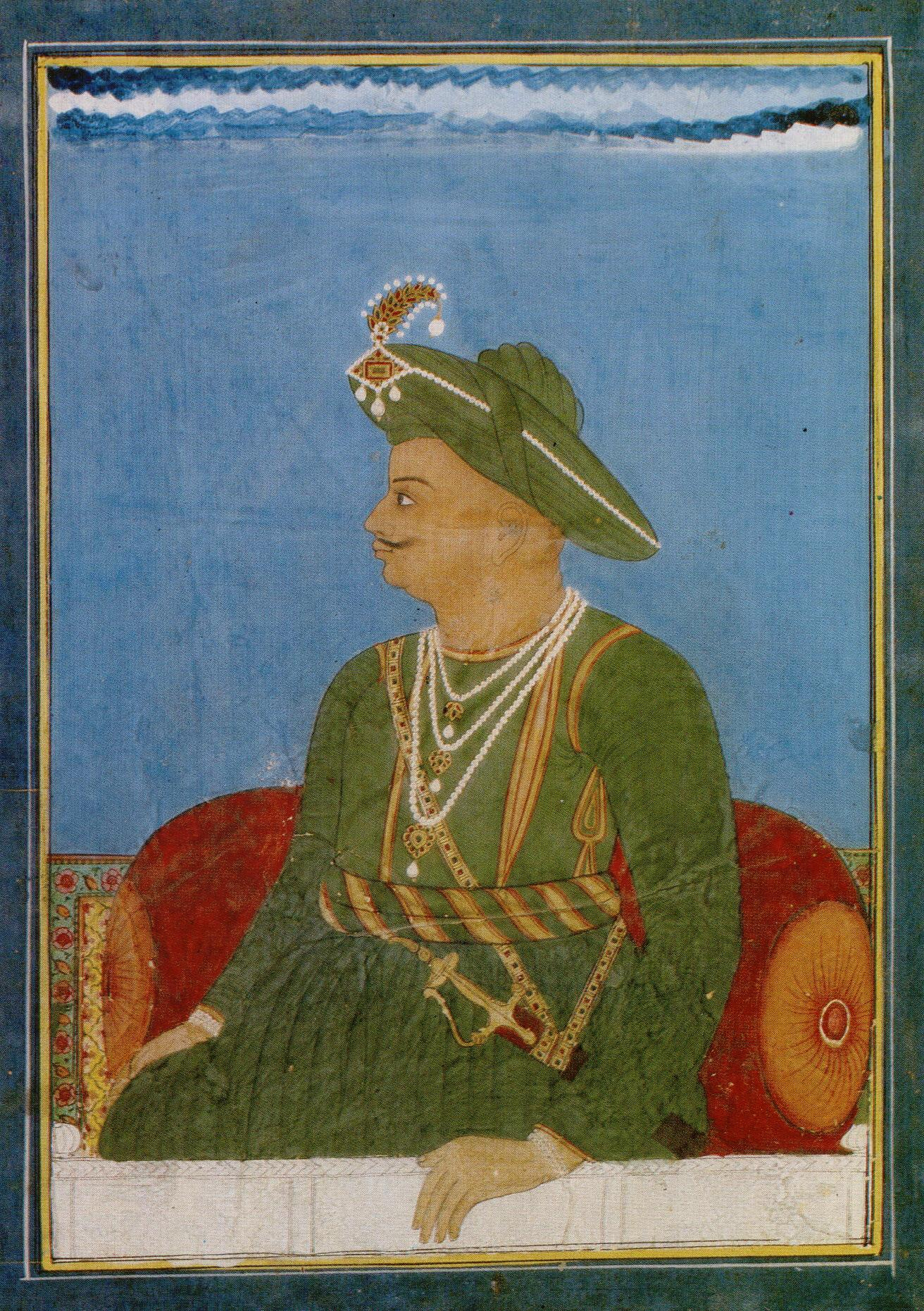
Chân dung Tipu Sultan, vẽ trước Chiến tranh Anglo-Mysore lần thứ ba

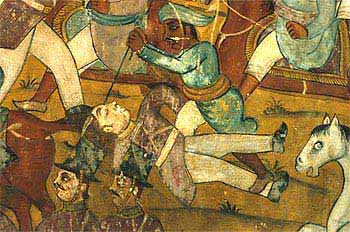
Tranh tường Trận chiến Pollilur trong cung điện của Tipu Sultan tại Srirangapatna

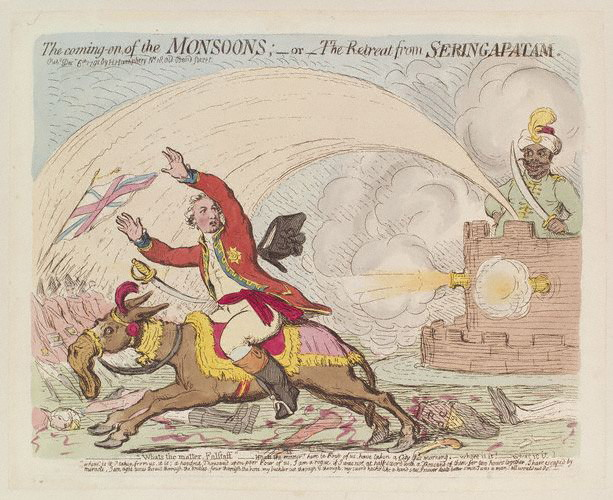
Hầu tước Cornwallis vội vã rút lui sau cuộc Bao vây Srirangapatna (1792) không thành công.

Haider Ali đã giành được một vị trí quan trọng trong lịch sử Karnataka nhờ kỹ năng chiến đấu và sự nhạy bén trong quản trị. Sự trỗi dậy của Haidar đến vào thời điểm phát triển chính trị quan trọng ở tiểu lục địa. Trong khi các cường quốc châu Âu đang bận rộn chuyển mình từ các công ty thương mại thành các cường quốc chính trị, thì Nizam với tư cách là Subedar (dưới quyền) của Mughals theo đuổi tham vọng của mình ở Deccan và Marathas, sau thất bại của họ tại Panipat, tìm kiếm nơi trú ẩn an toàn ở phía nam. Thời kỳ này cũng chứng kiến cuộc tranh giành giữa Pháp với người Anh để kiểm soát Carnatic, một cuộc chiến mà người Anh cuối cùng thắng thế khi tư lệnh người Anh Sir Eyre Coote đánh bại quân Pháp dưới quyền Comte de Lally tại Trận chiến Wandiwash năm 1760, một bước ngoặt trong lịch sử Ấn Độ khi nó củng cố uy quyền tối cao của Anh ở Nam Á. Mặc dù Wodeyars vẫn là người đứng đầu danh nghĩa của Mysore trong thời kỳ này, quyền lực thực sự nằm trong tay của Haider Ali và con trai của Tipu.
Năm 1761, mối đe dọa Maratha đã giảm bớt và 1763, Haider Ali đã chiếm được vương quốc Keladi, đánh bại những người cai trị của Bilgi, Bednur và Gutti, xâm chiếm các Malabar ở phía nam và chinh phục các Zamorin thủ đô Calicut một cách dễ dàng vào năm 1766 và mở rộng vương quốc Mysore cho đến Dharwad và Bellary ở phía bắc. Mysore giờ đây là một cường quốc lớn ở tiểu lục địa, gia tăng quyền lực của Haider, cũng tạo ra một thách thức cho quyền bá chủ của Anh đối với tiểu lục địa Ấn Độ và bị Mysore ngăn chặn trong hơn 30 năm.
Trong nỗ lực ngăn chặn sự trỗi dậy của Haidar, người Anh đã thành lập một liên minh với Marathas và Nizam của Golconda, kết thúc trong Chiến tranh Anglo-Mysore thứ nhất vào năm 1767. Mặc dù ưu thế về số lượng, Haider Ali đã phải chịu thất bại trong các trận chiến Chengham và Tiruvannamalai. Người Anh phớt lờ lời đề nghị hòa bình cho đến khi Haider Ali đã có chiến lược di chuyển quân đội tới năm dặm gần Madras (nay là Chennai) và có thể cầu hòa thành công. Năm 1770, khi quân đội Maratha của Madhavrao Peshwaxâm xâm lấn Mysore (ba cuộc chiến đã diễn ra giữa năm 1764 và 1772 bởi Madhavrao chống lại Haider, trong đó Haider đã thua), Haider mong đợi sự hỗ trợ của Anh theo hiệp ước 1769 nhưng Anh đã không can thiệp và tránh khỏi cuộc xung đột. Sự phản bội của người Anh và sự thất bại sau đó của Haider đã củng cố sự ngờ vực sâu sắc của Haider đối với người Anh, suy nghĩ được chia sẻ cho con trai ông và một người sẽ tham gia vào chiến tranh Anglo-Mysore trong ba thập kỷ tới. Năm 1777, Haider Ali đã phục hồi các lãnh thổ đã mất trước đây là Coorg và Malabar từ Marathas. Quân đội của Haider Ali tiến về Marathas và giành chiến thắng tại Trận Saunshi.
Đến năm 1779, Haider Ali đã chiếm được một phần của Tamil Nadu và Kerala hiện nay ở phía nam, mở rộng diện tích Vương quốc lên khoảng 80,000 mi² (205,000 km²). Năm 1780, ông kết bạn với người Pháp và làm hòa với Marathas và Nizam. Tuy nhiên, Haider Ali đã bị Marathas và Nizam phản bội, họ đã thực hiện các hiệp ước với người Anh. Vào tháng 7 năm 1779, Haider Ali lãnh đạo một đội quân gồm 80,000 người, chủ yếu là kỵ binh, đi qua Ghats trước khi bao vây các pháo đài của Anh ở phía bắc Arcot bắt đầu Chiến tranh Anglo-Mysore lần thứ hai. Haider Ali đã có một số thành công ban đầu chống lại người Anh đáng chú ý tại Pollilur, thất bại tồi tệ nhất mà người Anh phải chịu ở Ấn Độ cho đến Chillianwala, và Arcot, Sir Eyre Coote xuất hiện, tình hình bắt đầu thay đổi. Vào ngày 1 tháng 6 năm 1781 Coote giáng một đòn nặng nề đầu tiên vào Haider Ali trong trận chiến quyết định tại Porto Novo. Trận chiến Coote đã giành chiến thắng trước tỷ lệ 5 lính Mysore trên 1 lính Anh và được coi là một trong những chiến công vĩ đại nhất của người Anh ở Ấn Độ. Tiếp theo là một trận chiến khốc liệt khác tại Pollilur (trước đó tại đây Haider Ali cũng đã giành chiến thắng lực lượng Anh) vào ngày 27 tháng 8, trong đó người Anh đã giành được một thành công khác, và thất bại tiếp tục của quân đội Mysore tại Sholinghur tháng sau. Haider Ali chết vào ngày 7 tháng 12 năm 1782, ngay khi cuộc chiến vẫn tiếp diễn với người Anh. Con trai ông đã kế vị thành công và cùng Tipu Sultan tiếp tục chiến sự chống lại người Anh bằng cách chiếm lại Baidanur và Mangalore.
Đến năm 1783, cả người Anh và Mysore đều không thể có được một chiến thắng chung cuộc. Người Pháp đã rút lại sự ủng hộ đối với Mysore sau khi dàn xếp hòa bình ở châu Âu. Không nản lòng, Tipu, thường được gọi là "Con hổ của Mysore", tiếp tục cuộc chiến chống lại người Anh nhưng đã mất một số khu vực ở Karnataka ven biển hiện nay. Chiến tranh Maratha–Mysore xảy ra giữa năm 1785 và 1787 và bao gồm một loạt các cuộc xung đột giữa Sultanate Mysore và Đế chế Maratha. Sau chiến thắng của Tipu Sultan trước Marathas tại Cuộc bao vây Bahadur Benda, một thỏa thuận hòa bình đã được ký kết giữa hai vương quốc với những lợi ích và tổn thất. Tương tự như vậy, hiệp ước Mangalore đã được ký vào năm 1784, khiến cho người Anh tạm dừng, ngừng bắn tạm thời, và khôi phục lại vùng đất khác nguyên hiện trạng status quo ante bellum. Hiệp ước là một tài liệu quan trọng trong lịch sử Ấn Độ, bởi vì đây là cơ hội cuối cùng khi một thế lực Ấn Độ ra điều khoản cho người Anh. Sự khởi đầu thù địch mới giữa người Anh và người Pháp ở châu Âu là lý do để Tipu bãi bỏ hiệp ước của mình và tiếp tục tham vọng tấn công người Anh. Những nỗ lực của ông nhằm thu hút Nizam, Marathas, Pháp và Quốc vương Thổ Nhĩ Kỳ đã không mang được viện trợ quân sự trực tiếp.
Tipu giành chiến thắng vào năm 1790 tại Vương quốc Travancore, một đồng minh của Anh, là một chiến thắng có ảnh hưởng lớn, tuy nhiên nó đã dẫn đến sự thù địch lớn hơn với người Anh dẫn đến Chiến tranh Anglo-Mysore lần thứ ba. Ban đầu, người Anh đã kiếm được lợi, chiếm lấy huyện Coimbatore, nhưng cuộc phản công của Tipu đã đảo ngược nhiều lợi ích này. Đến năm 1792, với sự trợ giúp từ Marathas tấn công từ phía tây bắc và Nizam tấn công từ phía đông bắc, người Anh dưới sự lãnh đạo của Hầu tước Cornwallis đã bao vây thành công Srirangapatna, dẫn đến thất bại của Tipu và Hiệp ước Srirangapatna. Một nửa Mysore được phân phối cho các đồng minh và hai con trai của ông bị bắt để đòi tiền chuộc. Một Tipu nhục nhã nhưng bất khuất đã xây dựng lại sức mạnh kinh tế và quân sự của mình. Ông đã cố gắng để ngấm ngầm giành chiến thắng dưới sự hỗ trợ của Cách mạng Pháp, Amir của Afghanistan, Đế chế Ottoman và Ả Rập. Tuy nhiên, những nỗ lực này liên quan đến người Pháp đã sớm được người Anh biết đến, những người đang chiến đấu với người Pháp ở Ai Cập, được Marathas và Nizam hậu thuẫn. Năm 1799, Tipu tử trận trong cuộc bảo vệ Srirangapatna tại Chiến tranh Anglo-Mysore lần thứ tư, báo trước sự kết thúc nền độc lập của Vương quốc. Các nhà sử học Ấn Độ hiện đại coi Tipu Sultan là kẻ thù vô địch của người Anh, một nhà quản trị tài năng và một nhà đổi mới.

### Phiên vương quốc

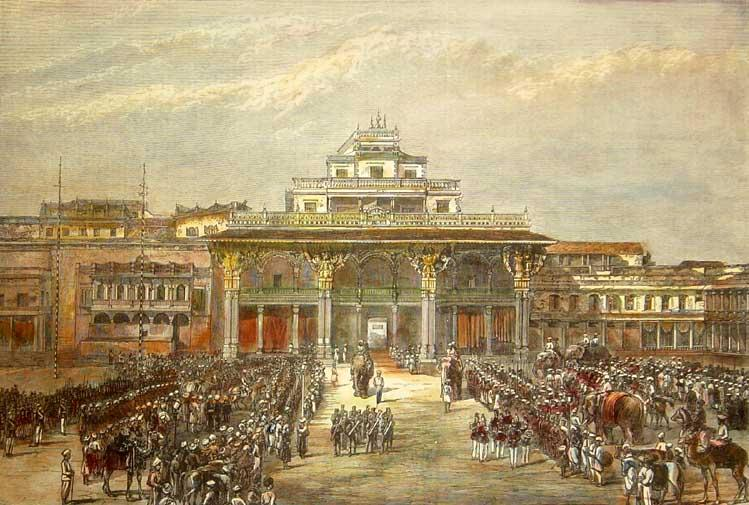
"Cung điện Maharajah của Mysore, Ấn Độ," từ tờ Tin tức London minh họa, năm 1881 (với màu vẽ tay)

Sau sự thất bại của Tipu, một phần của vương quốc Mysore đã bị thôn tính và phân chia giữa tỉnh chư hầu Madras và Nizam. Lãnh thổ còn lại được chuyển thành Phiên vương quốc chính thống; Krishnaraja III, nên 5 tuổi đã được sắp đặt lên ngôi với tổng lý (Diwan) Purnaiah, người trước đó đã phục vụ dưới thời Tipu, xử lý vai trò như nhiếp chính và Trung tá Barry Close chiếm vai trò Thường trú Anh. Người Anh sau đó nắm quyền kiểm soát chính sách đối ngoại của Mysore, cống nạp hàng năm và một khoản trợ cấp để duy trì một đội quân Anh đứng vững tại Mysore. Diwan Purnaiah nổi bật với chính quyền tiến bộ và đổi mới cho đến khi ông nghỉ hưu vào năm 1811 (và qua đời ngay sau đó) sau sinh nhật lần thứ 16 của vị vua trẻ.

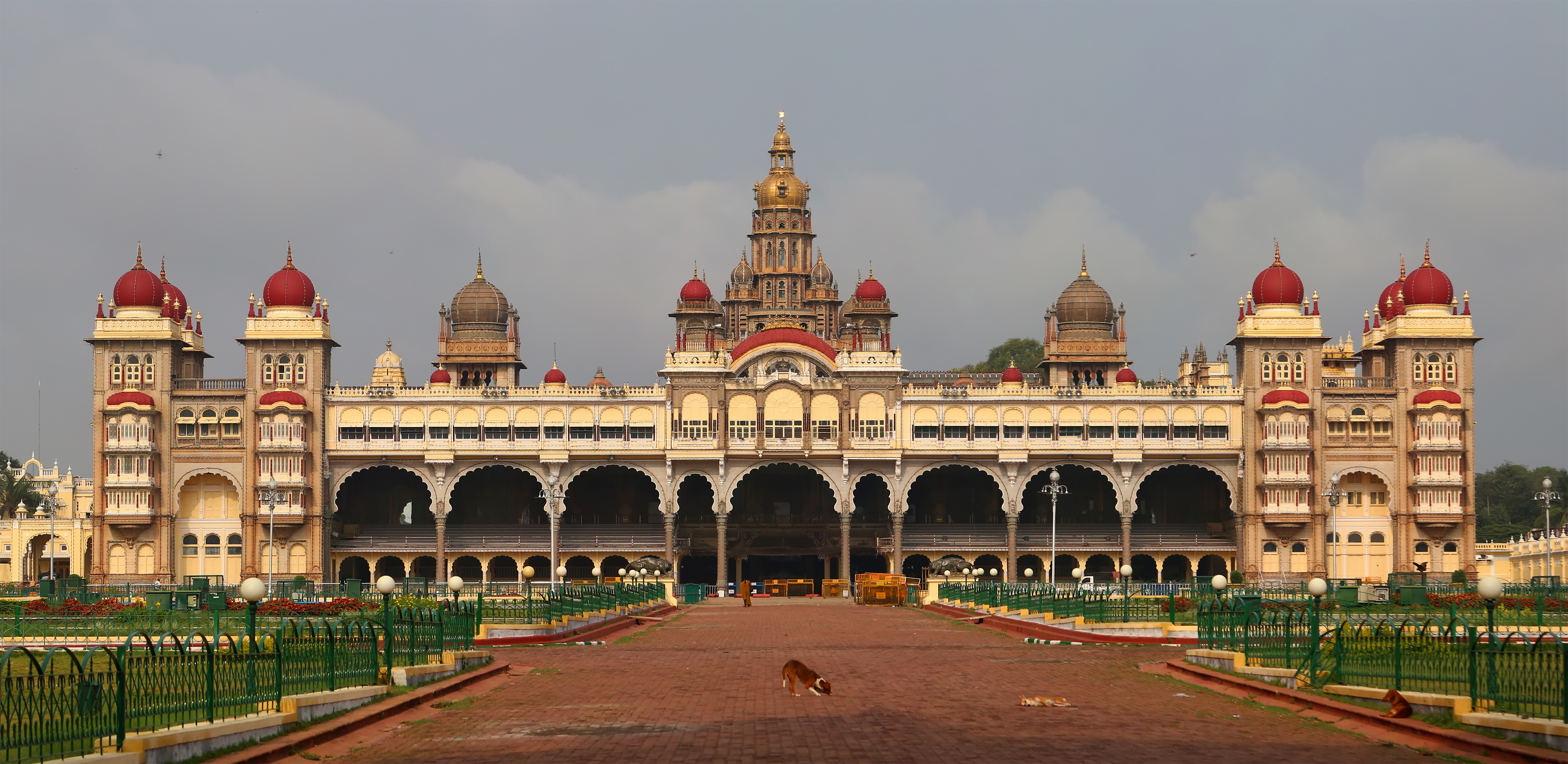
Cung điện Mysore xây dựng giữa năm 1897 và 1912

Những năm sau đó chứng kiến mối quan hệ thân mật giữa Mysore và người Anh cho đến khi mọi thứ bắt đầu trở nên tồi tệ vào những năm 1820. Mặc dù Thống đốc Madras, Thomas Munro, kiên quyết theo đuổi điều tra cá nhân năm 1825 vấn đề xác định cáo buộc tài chính bịa đặt bởi A. H. Cole, Thường trú đương nhiệm của Mysore, cuộc nổi dậy Nagar (dân sự) đã nổ ra đến cuối thập kỷ thay đổi đáng kể mọi thứ. Năm 1831, cuộc nổi dậy khép lại và sau đó viện dẫn chính quyền yếu kém, người Anh nắm quyền kiểm soát trực tiếp Phiên vương quốc. Trong năm mươi năm tiếp theo, Mysore được trao dưới sự cai trị của các Cao ủy Anh; Ngài Mark Cubbon, nổi tiếng về chính trị, nắm quyền từ năm 1834 đến năm 1861 và đưa vào sử dụng một hệ thống hành chính hiệu quả và thành công, khiến Mysore trở thành một quốc gia phát triển tốt.
Tuy nhiên, vào năm 1876-1877, vào cuối thời kỳ cai trị trực tiếp của Anh, Mysore đã bị nạn đói tàn phá với số liệu tử vong ước tính trong khoảng từ 700,000 đến 1,000,000, tức gần 1/5 dân số. Không lâu sau đó, Maharaja Chamaraja X, được đào tạo trong hệ thống của Anh, fdax lên ngôi vua Mysore năm 1881, Anh đã biến Mysore trở thành quốc gia nửa thuộc địa. Theo đó, một sĩ quan thường trú người Anh đã được bổ nhiệm vào triều đình Mysore và một Diwan để xử lý chính quyền Maharaja. Từ đó trở đi, cho đến khi Ấn Độ giành độc lập vào năm 1947, Mysore vẫn là một Phiên vương quốc trong Đế quốc Ấn Độ thuộc Anh, với triều Wodeyars tiếp tục sự cai trị.

## Quân chủ
Maharaja của Mysore là tước hiệu chính thức của quân vương Vương quốc Mysore cho đến khi bãi bỏ chế độ quân chủ vào năm 1950; và cũng là danh hiệu người đứng đầu hoàng tộc từ 1950 đến 1971; và, không chính thức cho người đứng đầu của hoàng gia sau khi loại bỏ các danh hiệu và đặc quyền vào năm 1971.
| Quốc vương Mysore (1399–nay)                                                     |                             |           |                             |                        |                                                                                           |
| Chân dung                                                                        | Tên                         | Trị vì    | Tước hiệu                   | Sinh-mất               | Ghi chú                                                                                   |
| Quân chủ chư hầu phong kiến (Chư hầu Đế quốc Vijayanagara) (1399–1553)           |                             |           |                             |                        |                                                                                           |
|                                                                                  | Yaduraya Wodeyar            | 1399-1423 | Raja và Poleygar của Mysore | 1371-1423              | Sáng lập                                                                                  |
|                                                                                  | Chamaraja Wodeyar I         | 1423–1459 | Raja và Poleygar của Mysore | 1408 – 1459            | Con trai trưởng của Yaduraya Wodeyar                                                      |
|                                                                                  | Timmaraja Wodeyar I         | 1459–1478 | Raja của Mysore             | 1433-1478              | Con trai của Chamaraja Wodeyar I                                                          |
|                                                                                  | Chamaraja Wodeyar II        | 1478–1513 | Raja của Mysore             | 1463-1513              | Con trai của Timmaraja Wodeyar I                                                          |
|                                                                                  | Chamaraja Wodeyar III       | 1513–1553 | Raja của Mysore             | 29/9/1492 – 17/2/1553  | Con trai của Chamaraja Wodeyar II                                                         |
| Quân chủ chuyên chế (Quốc vương Wodeyar độc lập) (1553–1761)                     |                             |           |                             |                        |                                                                                           |
|                                                                                  | Timmaraja Wodeyar II        | 1553–1572 | Maharaja của Mysore         | ?-1572                 | Con trai trưởng của Chamaraja Wodeyar III                                                 |
|                                                                                  | Chamaraja Wodeyar IV        | 1572–1576 | Maharaja của Mysore         | 25/7/1507-9/11/1576    | Con trai út của Chamaraja Wodeyar III                                                     |
|                                                                                  | Chamaraja Wodeyar V         | 1576–1578 | Maharaja của Mysore         | ?-1578                 | Con trai của Rajakumara Krishnaraja; cháu nội của Chamaraja Wodeyar III                   |
|                                                                                  | Raja Wodeyar I              | 1578–1617 | Maharaja của Mysore         | 2/6/1552-20/6/1617     | Con trai của Chamaraja Wodeyar IV                                                         |
|                                                                                  | Chamaraja Wodeyar VI        | 1617–1637 | Maharaja của Mysore         | 21/4/1603-2/5/1637     | Con của Yuvaraja Narasaraja; cháu nội của Raja Wodeyar I                                  |
|                                                                                  | Raja Wodeyar II             | 1637–1638 | Maharaja của Mysore         | 26/5/1612-8/10/1638    | Con của Raja Wodeyar I; chú của Chamaraja Wodeyar VI                                      |
|                                                                                  | Narasaraja Wodeyar I        | 1638–1659 | Maharaja của Mysore         | 1615-31/7/1659         | Con của Bettada Chamaraja; cháu nội của Chamaraja Wodeyar IV                              |
|                                                                                  | Dodda Devaraja Wodeyar      | 1659–1673 | Maharaja của Mysore         | 25/5/1627 –1673        | Con của Rajkumar Devaraja; cháu nội của Chamaraja Wodeyar IV                              |
|                                                                                  | Chikka Devaraja Wodeyar     | 1673–1704 | Maharaja của Mysore         | 22/9/1645 – 16/11/1704 | Con của Dodda Devaraja; cháu nội của Rajkumar Devaraja; chắt nội của Chamaraja Wodeyar IV |
|                                                                                  | Narasaraja Wodeyar II       | 1704–1714 | Maharaja của Mysore         | 1673-1714              | Con của Chikka Devaraja                                                                   |
|                                                                                  | Krishnaraja Wodeyar I       | 1714–1732 | Maharaja của Mysore         | 18/3/1702 – 5/3/1732   | Con của Narasaraja Wodeyar II                                                             |
|                                                                                  | Chamaraja Wodeyar VII       | 1732–1734 | Maharaja của Mysore         | 1704 – 1734            | Con của Devaraj Urs; Con nuôi của Krishnaraja Wodeyar I                                   |
|                                                                                  | Krishnaraja Wodeyar II      | 1734–1761 | Maharaja của Mysore         | 1728-25/4/1766         | Con của Chame Urs; Con nuôi của Dodda Krishnaraja I; hậu duệ của Chamaraja Wodeyar III    |
| Quân chủ bù nhìn (Dưới Haider Ali và Tipu Sultan) (1761–1799)                    |                             |           |                             |                        |                                                                                           |
|                                                                                  | Krishnaraja Wodeyar II      | 1761–1766 | Maharaja của Mysore         | 1728-25/4/1766         | Con của Chame Urs; Con nuôi của Dodda Krishnaraja I; hậu duệ của Chamaraja Wodeyar III    |
|                                                                                  | Nanjaraja Wodeyar           | 1766–1770 | Maharaja của Mysore         | 1748 – 2/8/1770        | Con trưởng của Krishnaraja Wodeyar II                                                     |
|                                                                                  | Chamaraja Wodeyar VIII      | 1770–1776 | Maharaja của Mysore         | 27/8/1759 – 6/9/1776   | Con của Krishnaraja Wodeyar II                                                            |
|                                                                                  | Chamaraja Wodeyar IX        | 1776–1796 | Maharaja của Mysore         | 28/2/1774 – 17/4/1796  | Con của Krishnaraja Wodeyar II                                                            |
| Quân chủ bù nhìn (Dưới Anh nắm quyền) (1799–1831)                                |                             |           |                             |                        |                                                                                           |
|                                                                                  | Krishnaraja Wodeyar III     | 1799–1831 | Maharaja của Mysore         | 14/7/1794 – 27/3/1868  | Con của Chamaraja Wodeyar IX                                                              |
| Quân chủ danh nghĩa (Quân chủ mất quyền) (1831–1881)                             |                             |           |                             |                        |                                                                                           |
|                                                                                  | Krishnaraja Wodeyar III     | 1831–1868 | Maharaja của Mysore         | 14/7/1794 – 27/3/1868  | Con của Chamaraja Wodeyar IX                                                              |
|                                                                                  | Chamaraja Wodeyar X         | 1868–1881 | Maharaja của Mysore         | 22/2/1863 – 28/12/1894 | Con của Krishnaraja Wodeyar III                                                           |
| Quân chủ chuyên chế Phục vị quân chủ (Là đồng minh của Ngôi vua Anh) (1881–1947) |                             |           |                             |                        |                                                                                           |
|                                                                                  | Chamarajendra Wodeyar X     | 1881–1894 | Maharaja của Mysore         | 22/2/1863 – 28/12/1894 | Con của Krishnaraja Wodeyar III                                                           |
|                                                                                  | Krishna Raja Wodeyar IV     | 1894–1940 | Maharaja của Mysore         | 4/6/1884 – 3/8/1940    | Con trưởng của Chamarajendra Wodeyar X                                                    |
|                                                                                  | Jayachamaraja Wodeyar       | 1940–1947 | Maharaja của Mysore         | 18/7/1919 – 23/9/1974  | Con của Yuvaraja Kanthirava Narasimharaja; cháu nội của Chamarajendra Wodeyar X           |
| Quân chủ lập hiến (Trong Lãnh thổ tự trị Ấn Độ) (1947–1950)                      |                             |           |                             |                        |                                                                                           |
|                                                                                  | Jayachamaraja Wodeyar       | 1947–1950 | Maharaja của Mysore         | 18/7/1919 – 23/9/1974  | Con của Yuvaraja Kanthirava Narasimharaja; cháu nội của Chamarajendra Wodeyar X           |
| Quân chủ danh nghĩa (Bãi bỏ quân chủ) (1950–nay)                                 |                             |           |                             |                        |                                                                                           |
|                                                                                  | Jayachamaraja Wodeyar       | 1950–1974 | Maharaja của Mysore         | 18/7/1919 – 23/9/1974  | Con của Yuvaraja Kanthirava Narasimharaja; cháu nội của Chamarajendra Wodeyar X           |
|                                                                                  | Srikanta Wodeyar            | 1974–2013 | Maharaja của Mysore         | 20/2/1953 – 10/12/2013 | Con của Jayachamaraja Wodeyar                                                             |
|                                                                                  | Yaduveera Chamaraja Wadiyar | 2015–nay  | Maharaja của Mysore         | 24/3/1992-             | Hậu duệ của Chamarajendra Wadiyar X                                                       |

### Nhiếp chính
Trong giai đoạn 1761–1799 danh hiệu nhiếp chính Mysore (Sultanate của Mysore) là người nắm thực quyền của vương quốc.
- Hyder Ali (1761–1782)
- Tipu Sultan (1782–1799)

## Diwans Mysore
Diwans của Mysore là chức vụ Tổng lý cho triều đình các vua Mysore. Chức vụ còn được gọi Tể tướng Mysore.
| TT  | Chân dung  | Tên | Bổ nhiệm   | Bãi nhiệm                 | Nhiệm kỳ  | Quân chủ                                                        |
| --- | ---------- | --- | ---------- | ------------------------- | --------- | --------------------------------------------------------------- |
| 1   |            | Purnaiah | 29/12/1782 | 4/5/1799                  | 1         | Tipu Sultan (Bắt đầu phát triển diwans trong vương quốc Mysore) |
| 1   | 4/5/1799   | Purnaiah | 4/1811     | Krishnaraja Wadiyar III   | 1         |                                                                 |
| 2   |            | Bargir Bakshi Balaji Rao                                                                                             | 4/1811     | Krishnaraja Wadiyar III   | 1/1812    | 1                                                               |
| 3   |            | Savar Bakshi Rama Rao                                                                                                | 2/1812     | Krishnaraja Wadiyar III   | 10/1817   | 1                                                               |
| 4   |            | Babu Rao | 11/1817    | Krishnaraja Wadiyar III   | 4/1818    | 1                                                               |
| 5   |            | Siddharaj Urs | 5/1818     | Krishnaraja Wadiyar III   | 2/1820    | 1                                                               |
| (4) |            | Babu Rao | 3/1820     | Krishnaraja Wadiyar III   | 8/1821    | 2                                                               |
| 6   |            | Lingaraj Urs | 11/1821    | Krishnaraja Wadiyar III   | 11/1822   | 1                                                               |
| (4) |            | Babu Rao | 12/1822    | Krishnaraja Wadiyar III   | 11/1825   | 3                                                               |
|     |            | Trực tiếp bởi Krishnaraja Wadiyar III                                                                                | 11/1825    | Krishnaraja Wadiyar III   | 5/1827    |                                                                 |
| 7   |            | Venkata Urs | 5/1827     | Krishnaraja Wadiyar III   | 10/1831   | 1                                                               |
| 8   |            | Venkataramanaiya | 10/1831    | Krishnaraja Wadiyar III   | 14/5/1832 | 1                                                               |
| (4) |            | Babu Rao | 5/1832     | Krishnaraja Wadiyar III   | 19/4/1834 | 4                                                               |
| 9   |            | Kollam Venkata Rao                                                                                                   | 20/4/1834  | Krishnaraja Wadiyar III   | 1838      | 1                                                               |
| 10  |            | Surappaya | 1838       | Krishnaraja Wadiyar III   | 1840      | 1                                                               |
| (9) |            | Kollam Venkata Rao                                                                                                   | 1840       | Krishnaraja Wadiyar III   | 1844      | 2                                                               |
| 11  |            | Kola Krishnama Naidu                                                                                                 | 1844       | Krishnaraja Wadiyar III   | 1858      | 1                                                               |
| 12  |            | Sir Kola Vijayarangam Naidu                                                                                          | 1858       | Krishnaraja Wadiyar III   | 1864      | 1                                                               |
| 13  |            | Arunachala Mudaliar                                                                                                  | 1864       | Krishnaraja Wadiyar III   | 1866      | 1                                                               |
|     |            | Trực tiếp bởi Krishnaraja Wadiyar III                                                                                | 1866       | Krishnaraja Wadiyar III   | 1868      |                                                                 |
|     |            | Tạm thời bởi British Raj                                                                                             | 1868       | 20/3/1881                 |           | Liên minh phụ trợ giữa Vương quốc Mysore và Công ty Đông Ấn Anh |
| 14  |            | Sir C. V. Rungacharlu                                                                                                | 25/3/1881  | 20/1/1883                 | 1         | Chamarajendra Wadiyar X                                         |
| 15  |            | Sir K. Seshadri Iyer                                                                                                 | 21/1/1883  | 28/12/1894                | 1         | Chamarajendra Wadiyar X                                         |
| 15  | 28/12/1894 | Sir K. Seshadri Iyer                                                                                                 | 11/8/1900  | Krishna Raja Wadiyar IV   | 1         |                                                                 |
| -   |            | Sir T. R. A. Thumboo Chetty * Sir T. R. A. Thumboo Chetty nắm quyền trong thời gian Sir K. Seshadri Iyer vắng mặt m. | 11/8/1900  | Krishna Raja Wadiyar IV   | 18/3/1901 | 1                                                               |
| 16  |            | Sir P. N. Krishnamurti                                                                                               | 18/3/1901  | Krishna Raja Wadiyar IV   | 30/6/1906 | 1                                                               |
| 17  |            | Sir V. P. Madhava Rao                                                                                                | 30/6/1906  | Krishna Raja Wadiyar IV   | 31/3/1909 | 1                                                               |
| 18  |            | Sir T. Ananda Rao | 1/4/1909   | Krishna Raja Wadiyar IV   | 9/1912    | 1                                                               |
| 19  |            | Sir M. Visveswarayya                                                                                                 | 10/11/1912 | Krishna Raja Wadiyar IV   | 8/12/1918 | 1                                                               |
| 20  |            | Sir M. Kantaraj Urs                                                                                                  | 10/12/1918 | Krishna Raja Wadiyar IV   | 5/2/1922  | 1                                                               |
| 21  |            | Sir A. R. Banerjee                                                                                                   | 6/3/1922   | Krishna Raja Wadiyar IV   | 25/4/1926 | 1                                                               |
| 22  |            | Sir Mirza Ismail | 1/5/1926   | Krishna Raja Wadiyar IV   | 3/8/1940  | 1                                                               |
| 22  | 4/8/1940   | Sir Mirza Ismail | 1941       | Jayachamarajendra Wadiyar |           | 1                                                               |
| -   |            | Sir M. N. Krishna Rao (quyền)                                                                                        | 1941       | Jayachamarajendra Wadiyar | 1950      | 1                                                               |
| 23  |            | Sir N. Madhava Rao                                                                                                   | 1941       | Jayachamarajendra Wadiyar | 1946      | 1                                                               |
| 24  |            | Sir AM Ramaswamy | 8/1946     | Jayachamarajendra Wadiyar | 11/1949   | 1                                                               |